# Château du Héron
Le château du Héron est un édifice de style éclectique inspiré du style Louis XV qui abrite la maison communale de Rixensart dans la province belge du Brabant wallon.

## Localisation

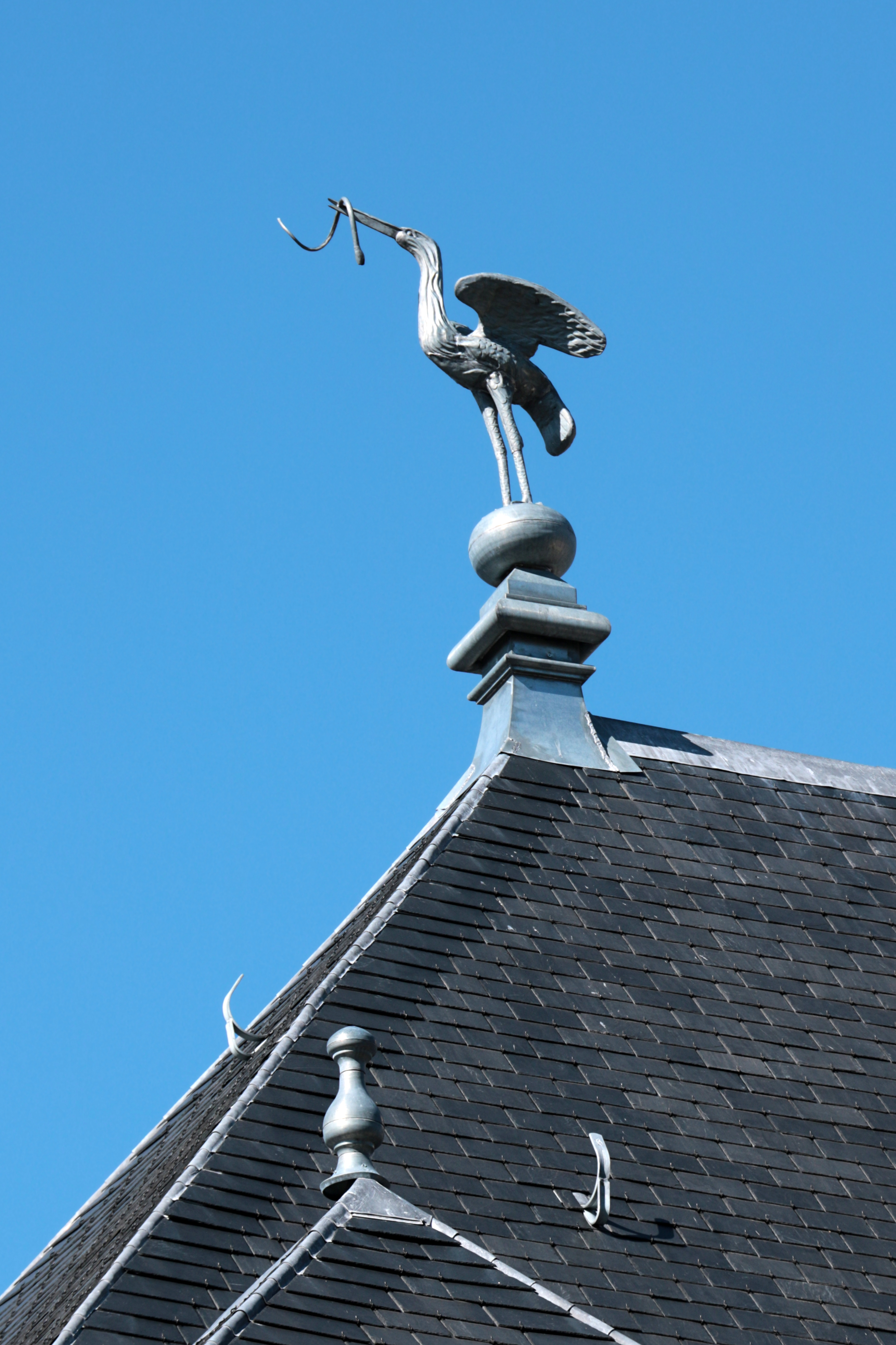
La statue du héron.

Le château du Héron est situé dans le parc communal de Rixensart, au numéro 75 de l'avenue de Merode, non loin du carrefour avec l'avenue Franklin Roosevelt.

## Historique
C'est en 1910 qu'Albert Joseph Carton de Wiart (docteur en droit, consul d'Espagne à Bruxelles, écuyer et chevalier de l'ordre de Léopold) et son épouse Lucienne Valentine Brifaut acquièrent les terrains d'une superficie d'environ d'environ six hectares. La construction du château du Héron dans un style éclectique inspiré du style Louis XV (rocaille) dure de 1913 à 1914.
En 1917, le château passe aux mains d'Émile Schouten, qui propose en 1934 d'en faire don à la commune de Rixensart mais cette dernière refuse,.
Durant la Seconde Guerre mondiale, les Allemands y installent en 1941 la Kommandantur, leur poste de commandement local,.
Le château est racheté en 1950 par la commune de Rixensart qui y installe la maison communale.
Une nouvelle aile située à l'arrière est inaugurée le 22 novembre 1970 par le bourgmestre Léopold Gilson.

## Description

### Architecture
Le château comporte deux grandes ailes (est et ouest) surmontée d'une toiture en bâtière et à croupe, reliées par deux ailes de dimensions plus modestes couvertes de toitures en bâtière simple.
L'aile est du château, dont le toit est surmonté à l'une de ses extrémités d'un épi de faîtage en forme de statue de héron, présente une large façade symétrique de sept travées et deux niveaux, édifiée en briques.
La travée axiale est ornée d'une belle porte de style rococo à encadrement mouluré en pierre de taille. Cette porte est sommée d'une baie d'imposte ornée d'une belle grille en fer forgé et surmontée d'une clé sculptée et d'un puissant larmier cintré. 
Au-dessus de la porte, la travée axiale est percée d'une porte-terrasse précédée d'un garde-corps en fer forgé délicatement ouvragé. Cette baie est cantonnée de piédroits harpés ornée de volutes à la base et portant un larmier surbaissé.
Les six autres travées sont percées de fenêtres à arc surbaissé surmontées de belles clés d'arc sculptées en pierre de taille. Les fenêtres du rez, plus hautes que celles de l'étage, sont dotées de volets percés de fleurs de lys qui font écho aux ancres en forme de fleur de lys qui ornent la façade.
Les façades latérales, plus modestes et de composition asymétrique, sont percées de fenêtres à arc surbaissé et clés d'arc sculptées ainsi que d'oculi ovales agrémentés chacun de quatre claveaux en pierre de taille.

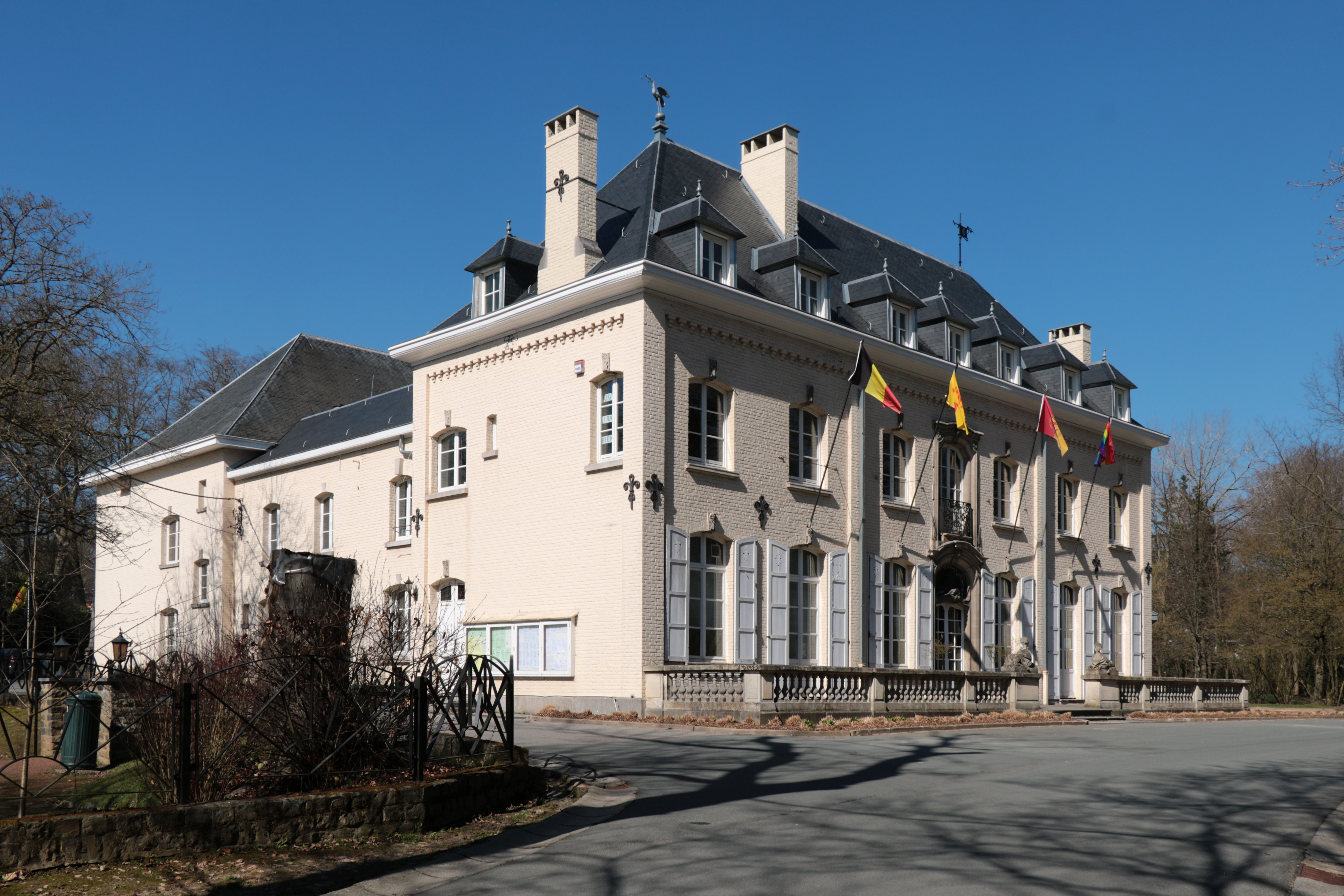
Le château vu du sud.
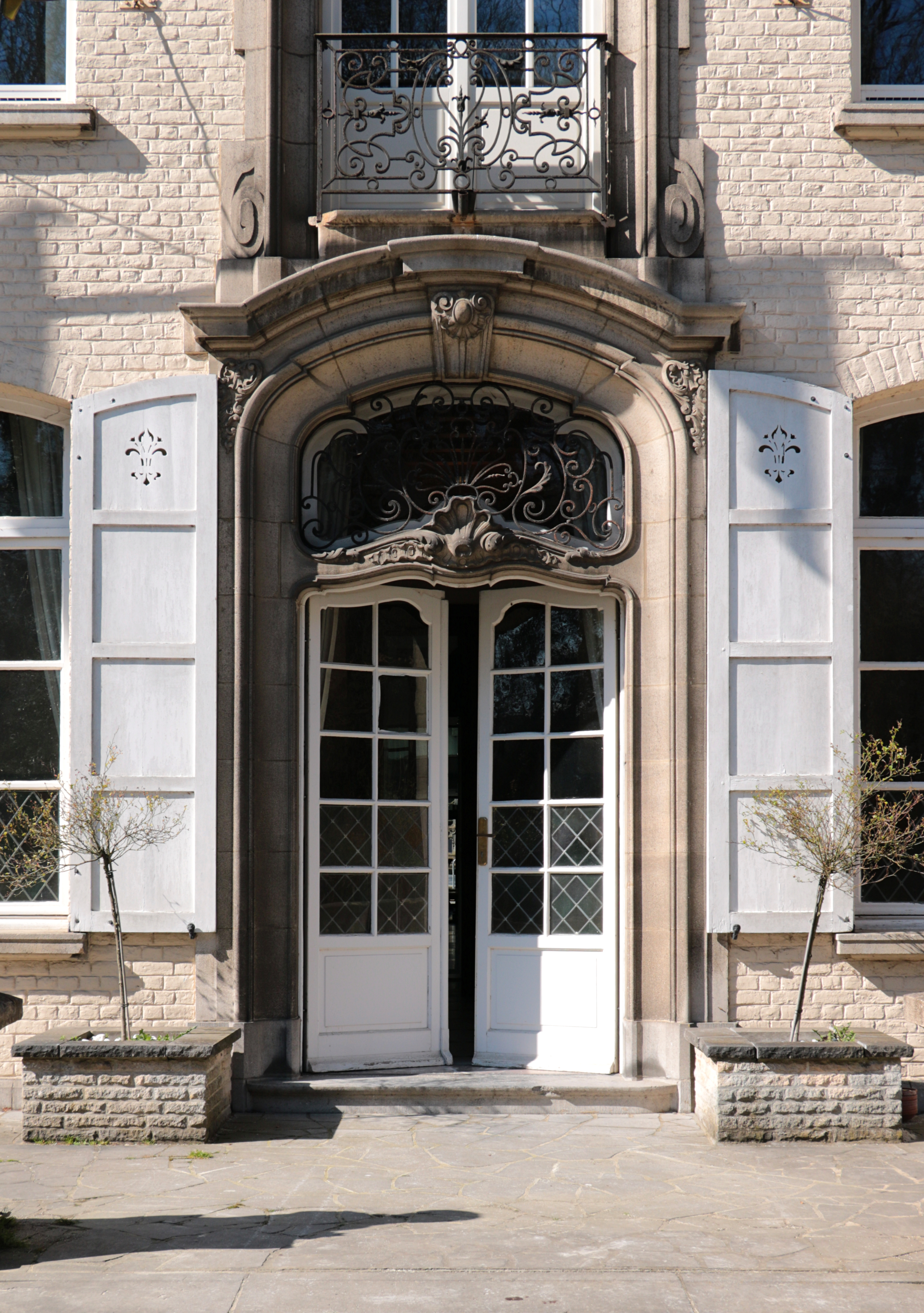
La porte de style rococo.
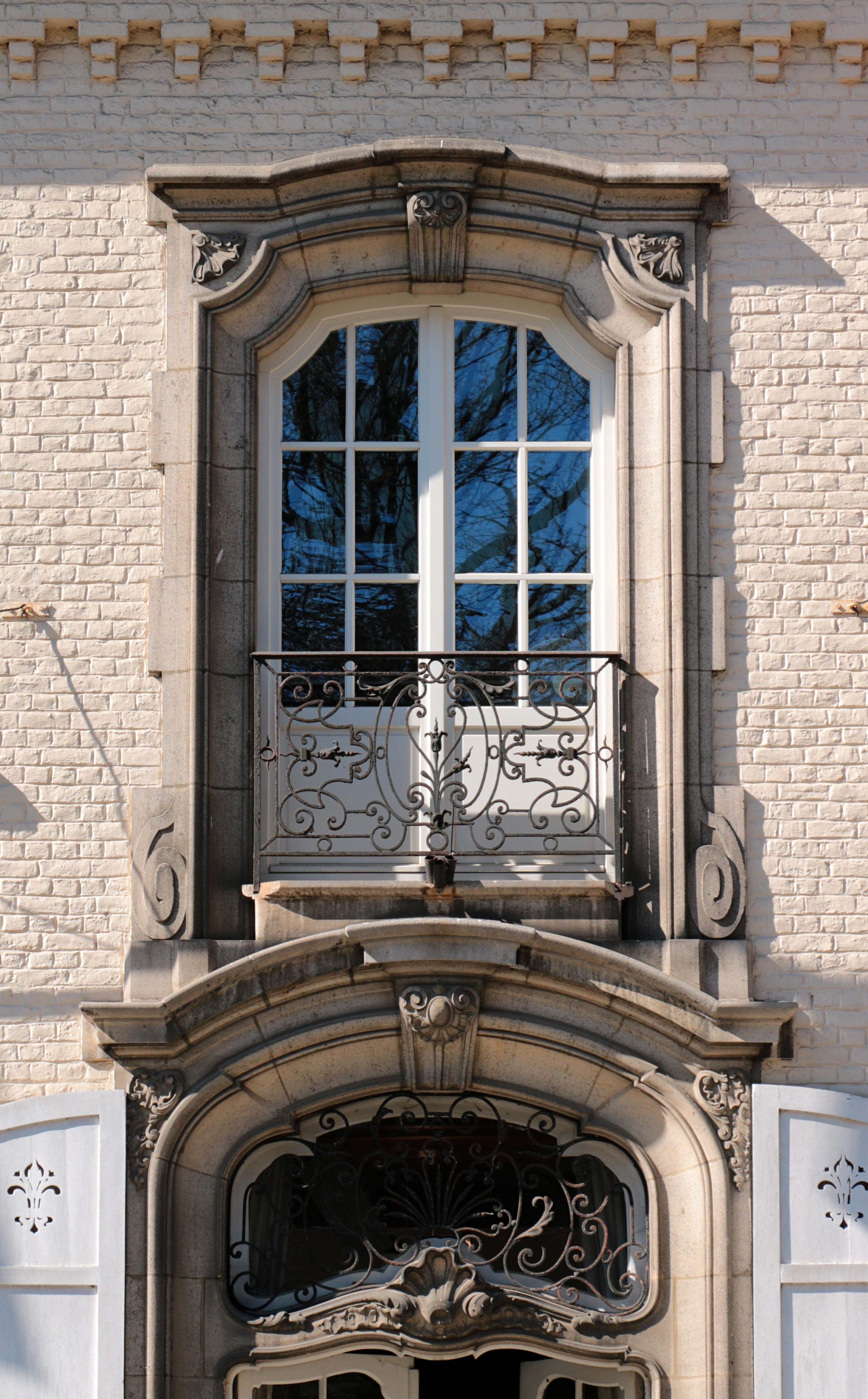
La porte-fenêtre de l'étage.
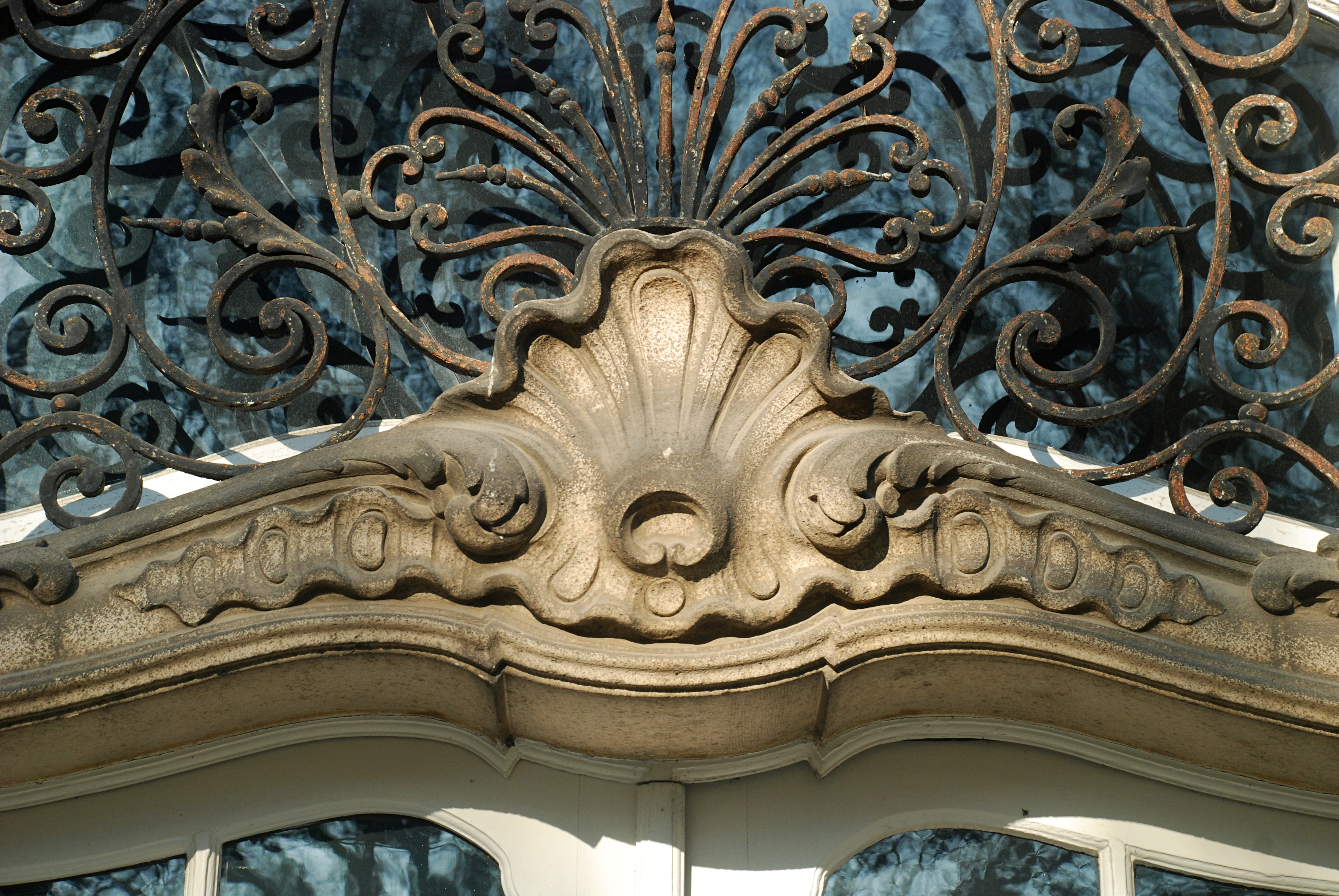
Coquille Saint-Jacques de l'imposte.
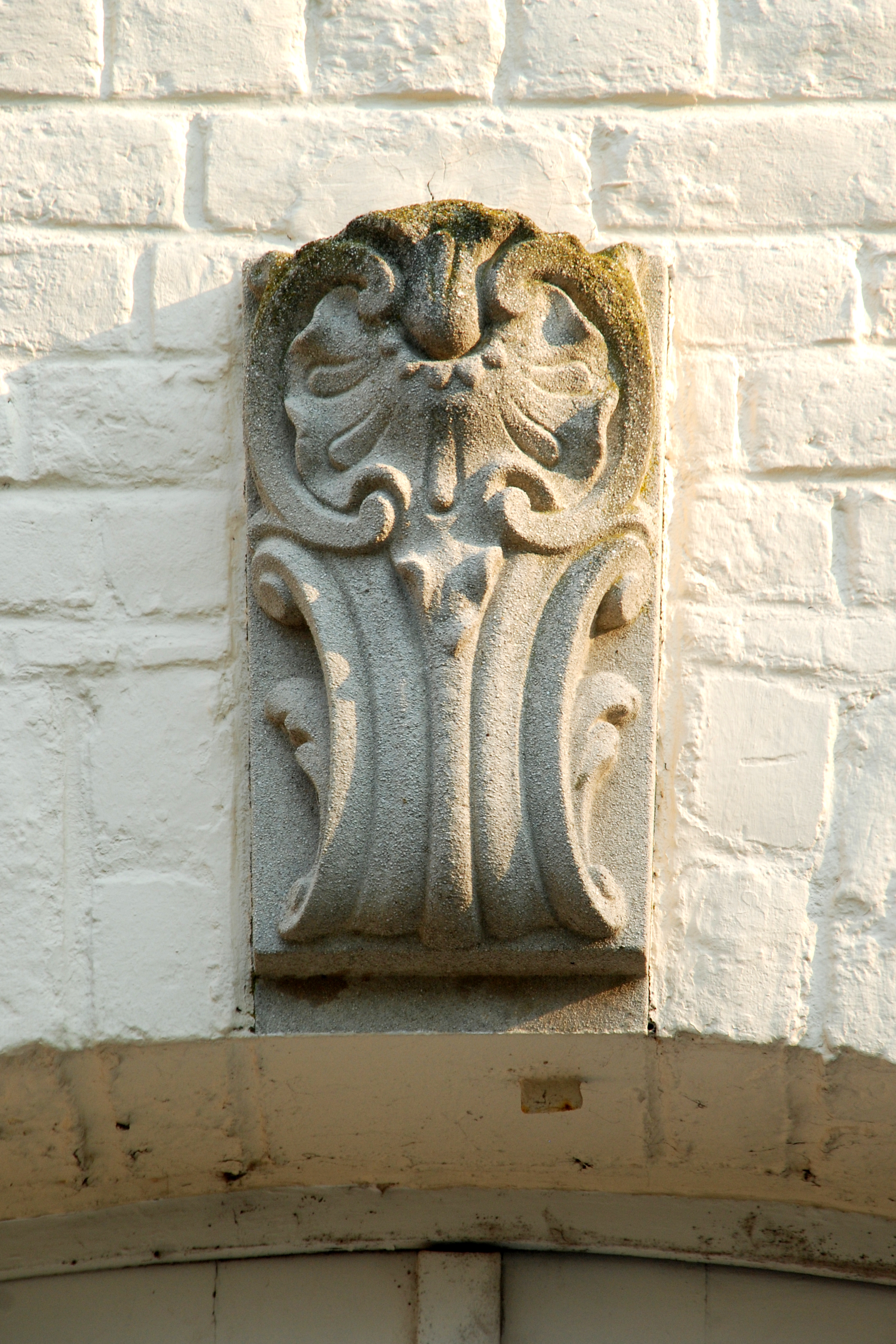
Clé d'arc sculptée.

### Sculpture
La façade du château du héron est précédée d'une balustrade en pierre ornée, de part et d'autre de la porte d'entrée, d'une sphinge habillée de vêtements du XVIIIe siècle.

Sphinges
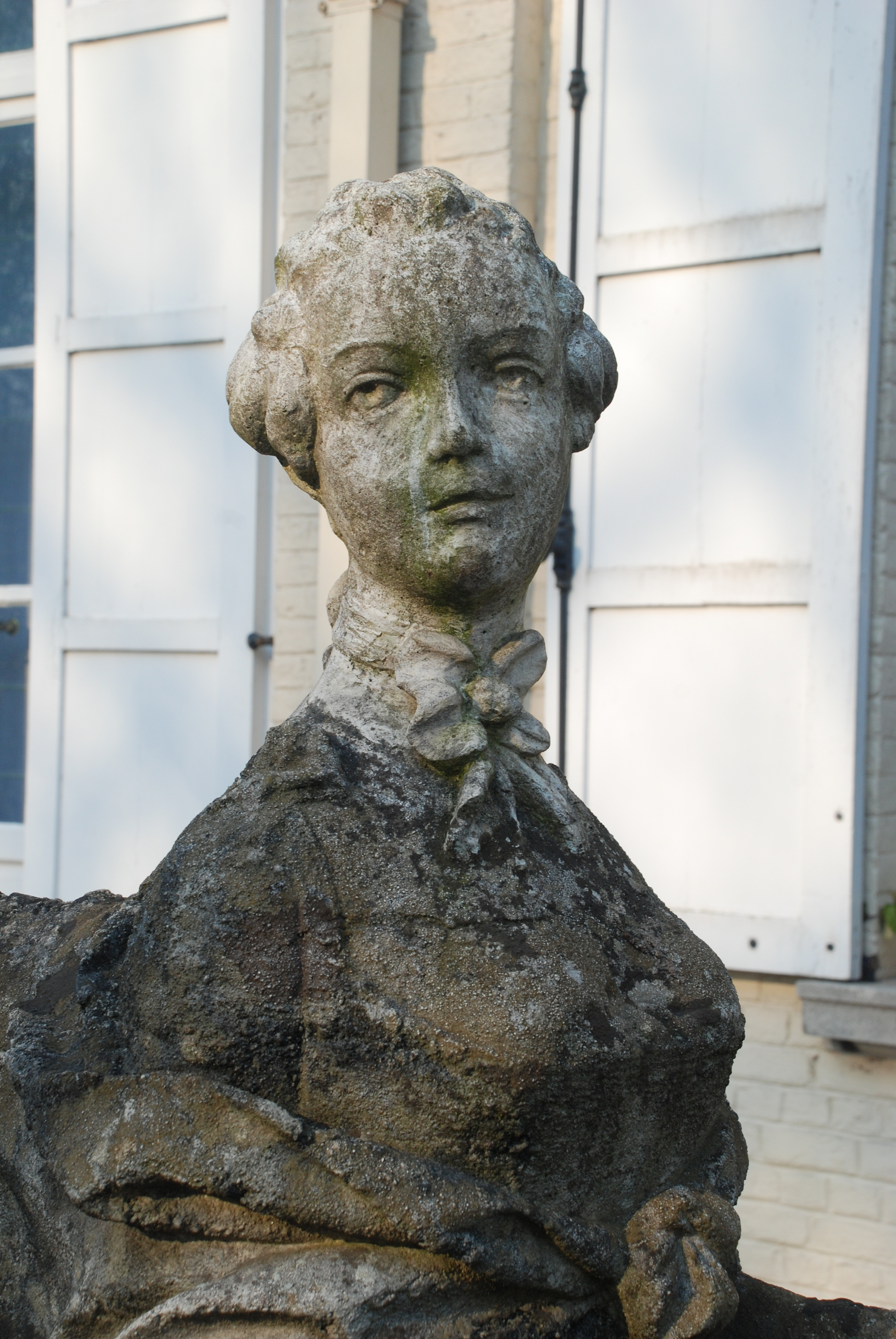
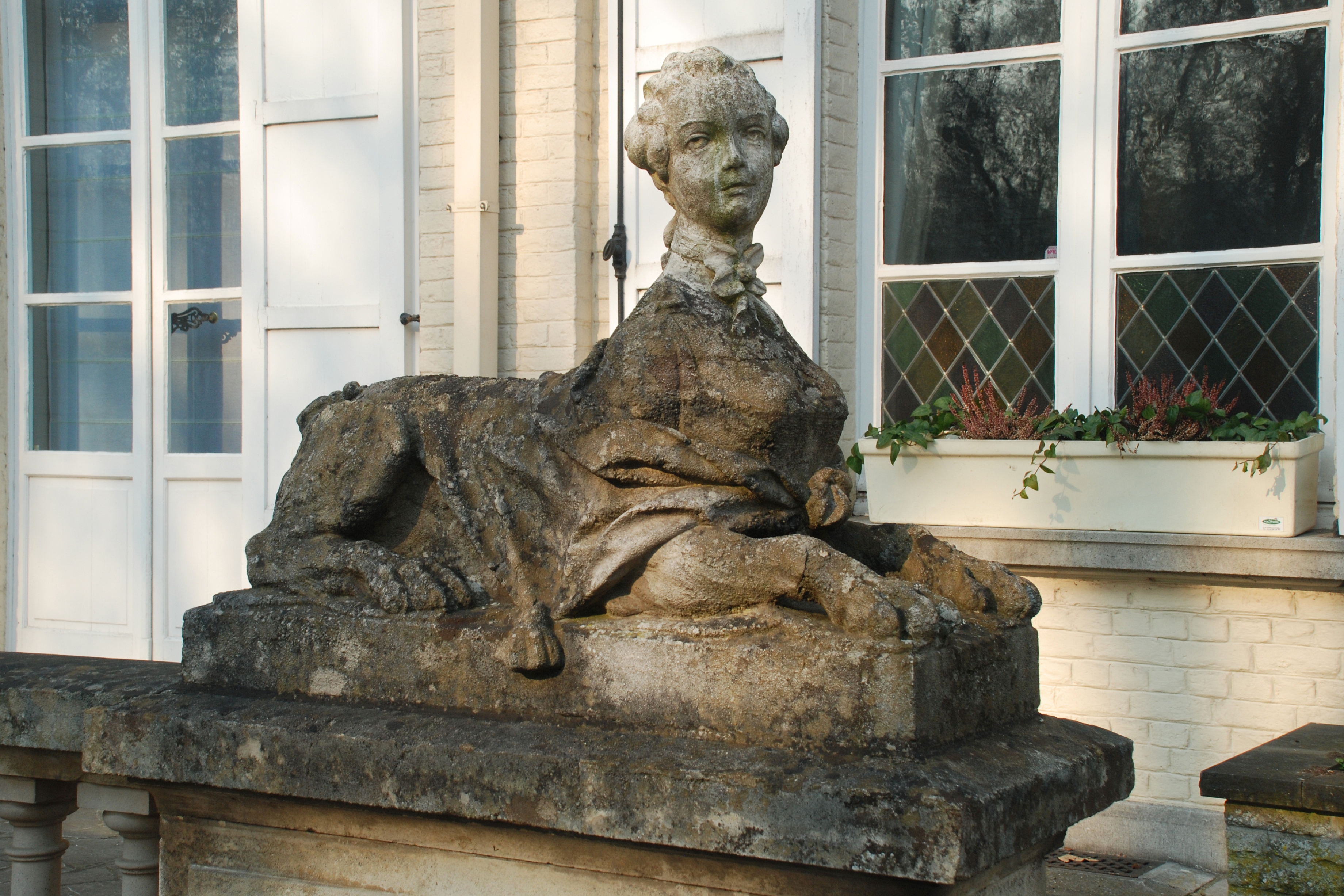
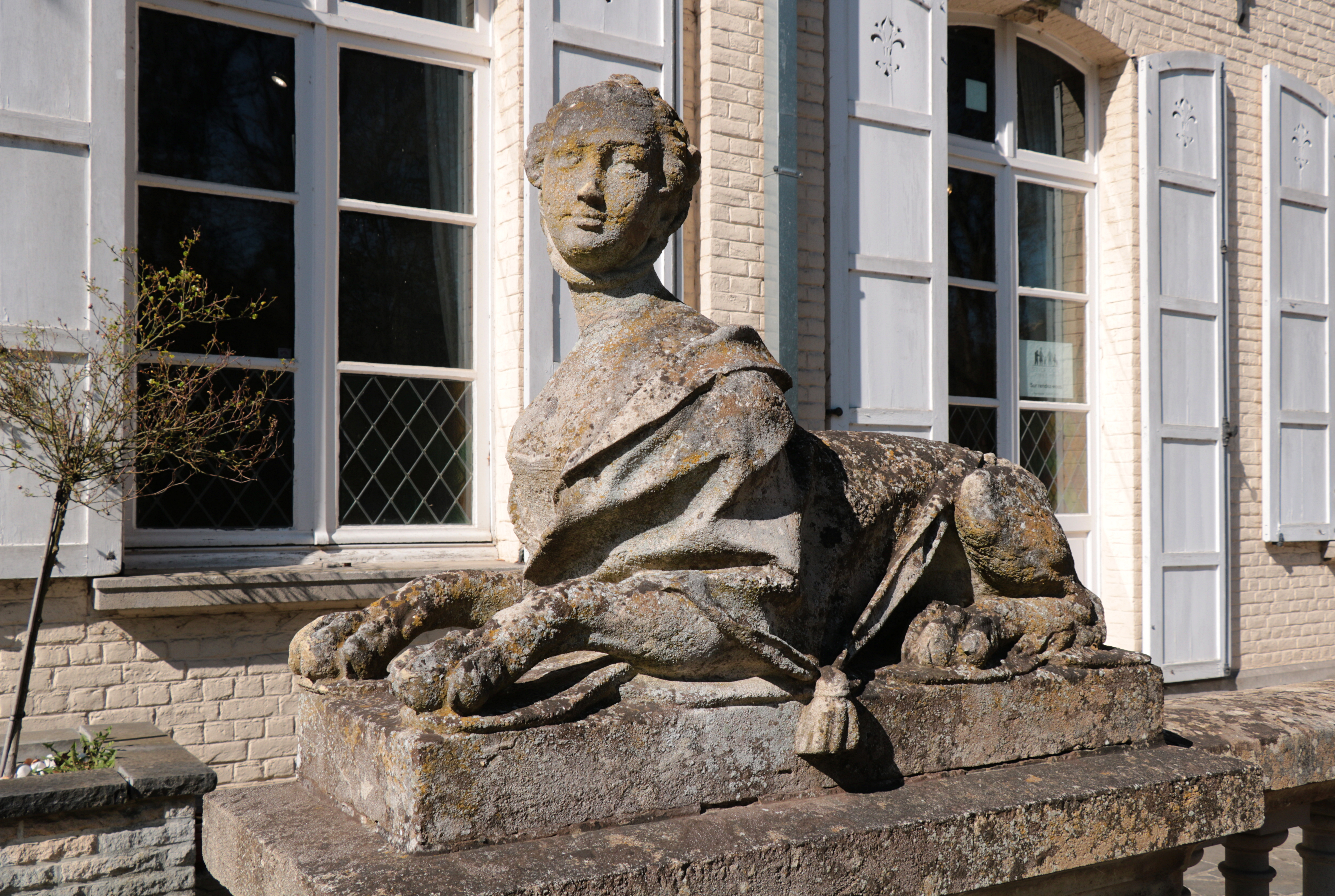
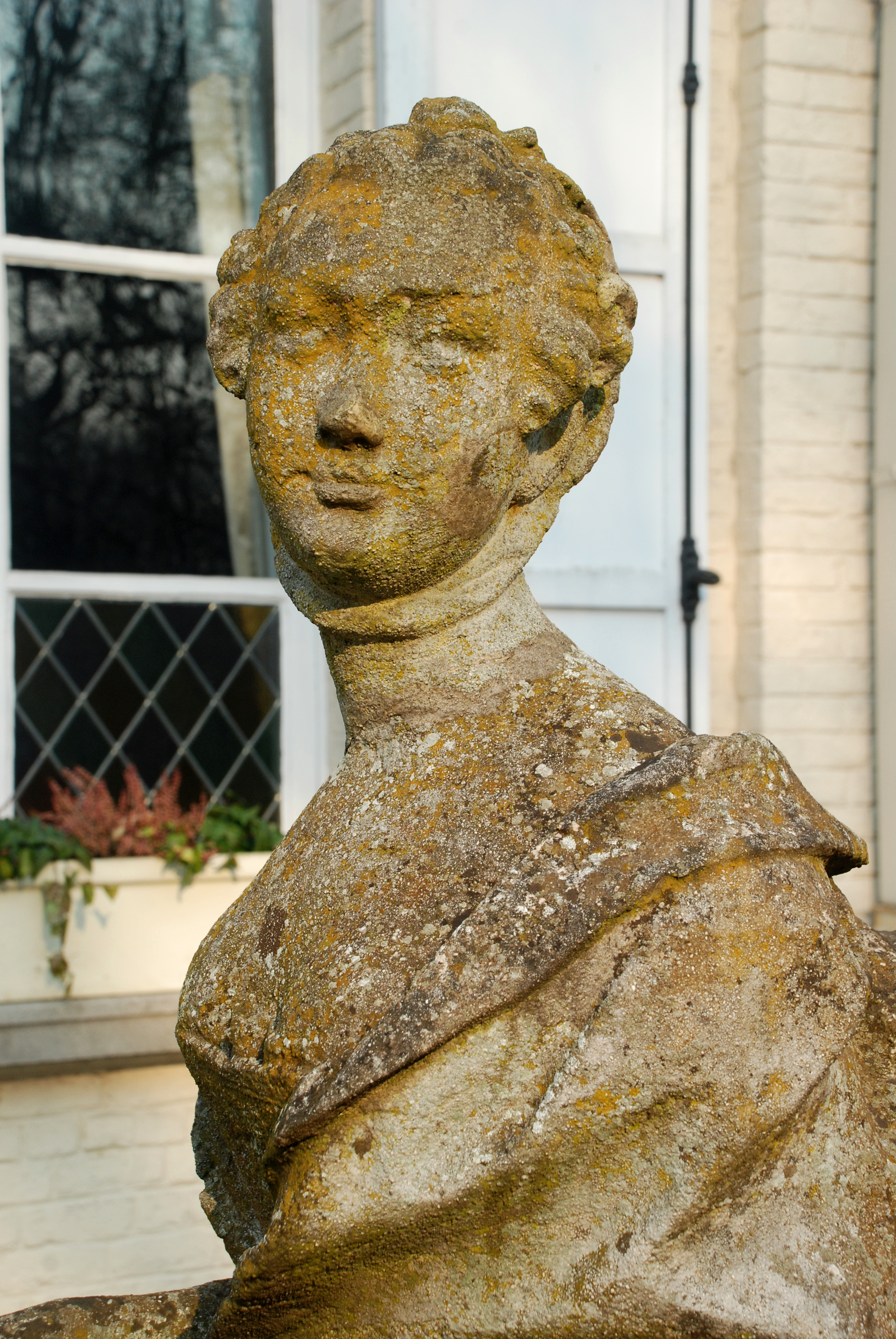
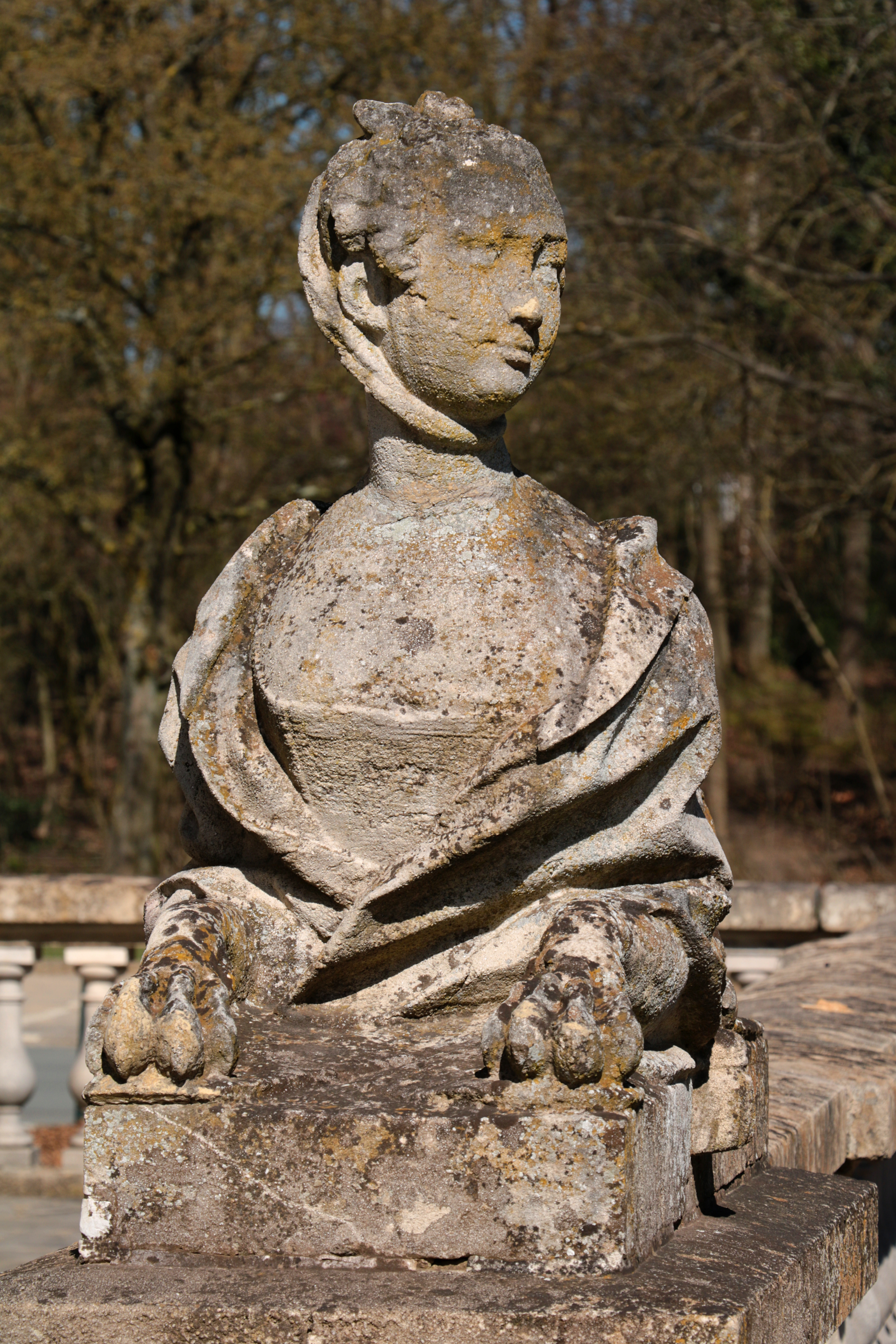

## Parc du château
Le parc du château abrite le monument aux morts de Rixensart, qu'il ne faut pas confondre avec les trois autres monuments aux morts de la commune, à savoir ceux de la place des Martyrs à Genval, de la place communale à Genval et du rond-point Joseph Moreau de Melen à Rosières.
Ce monument en forme d'obélisque est orné d'une palme, de lauriers et d'un casque de soldat.
Le parc abrite également un kiosque à musique et une croix funéraire sur laquelle on devine un crucifix et une inscription presque illisible.

Kiosque, monument aux morts et croix funéraire
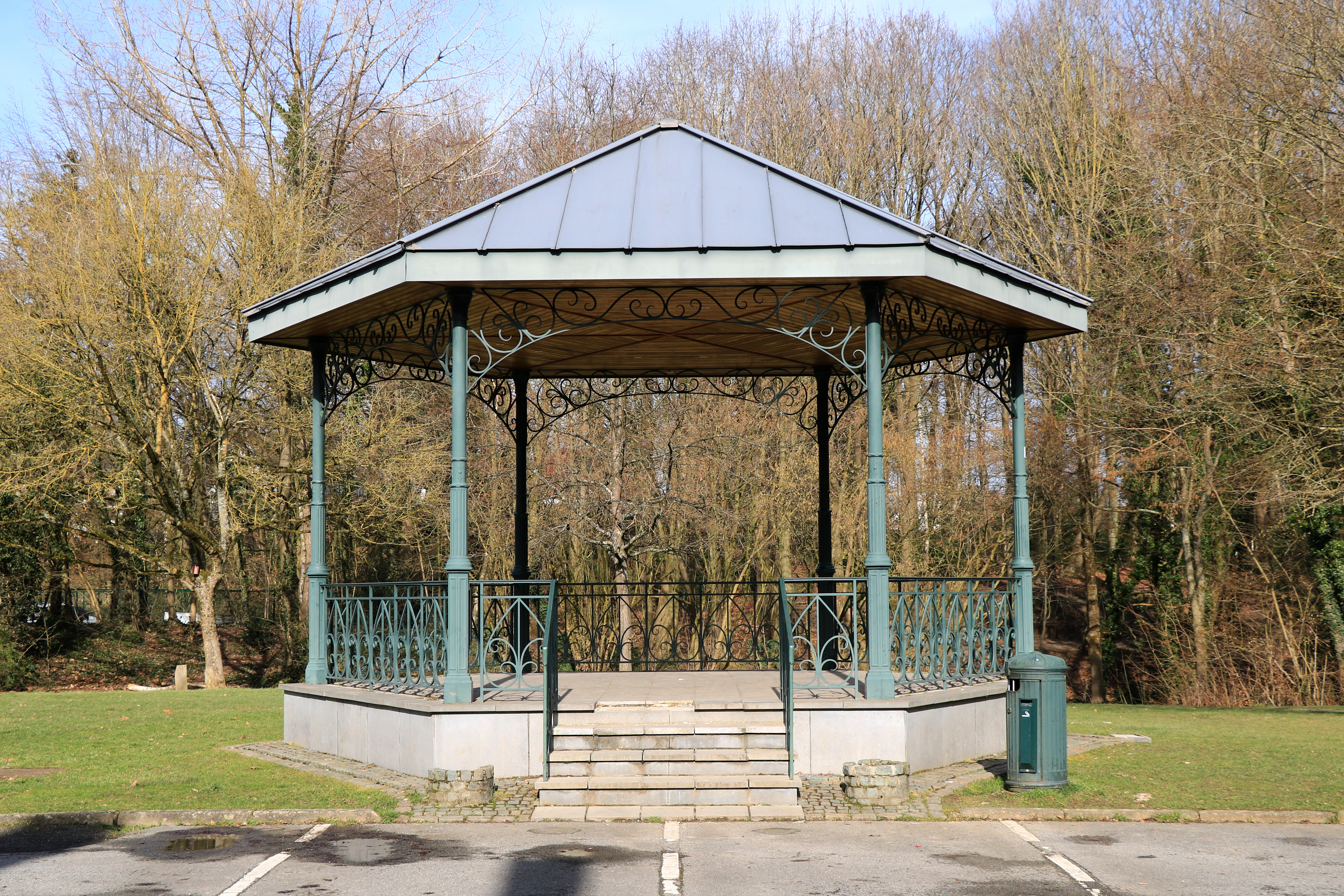
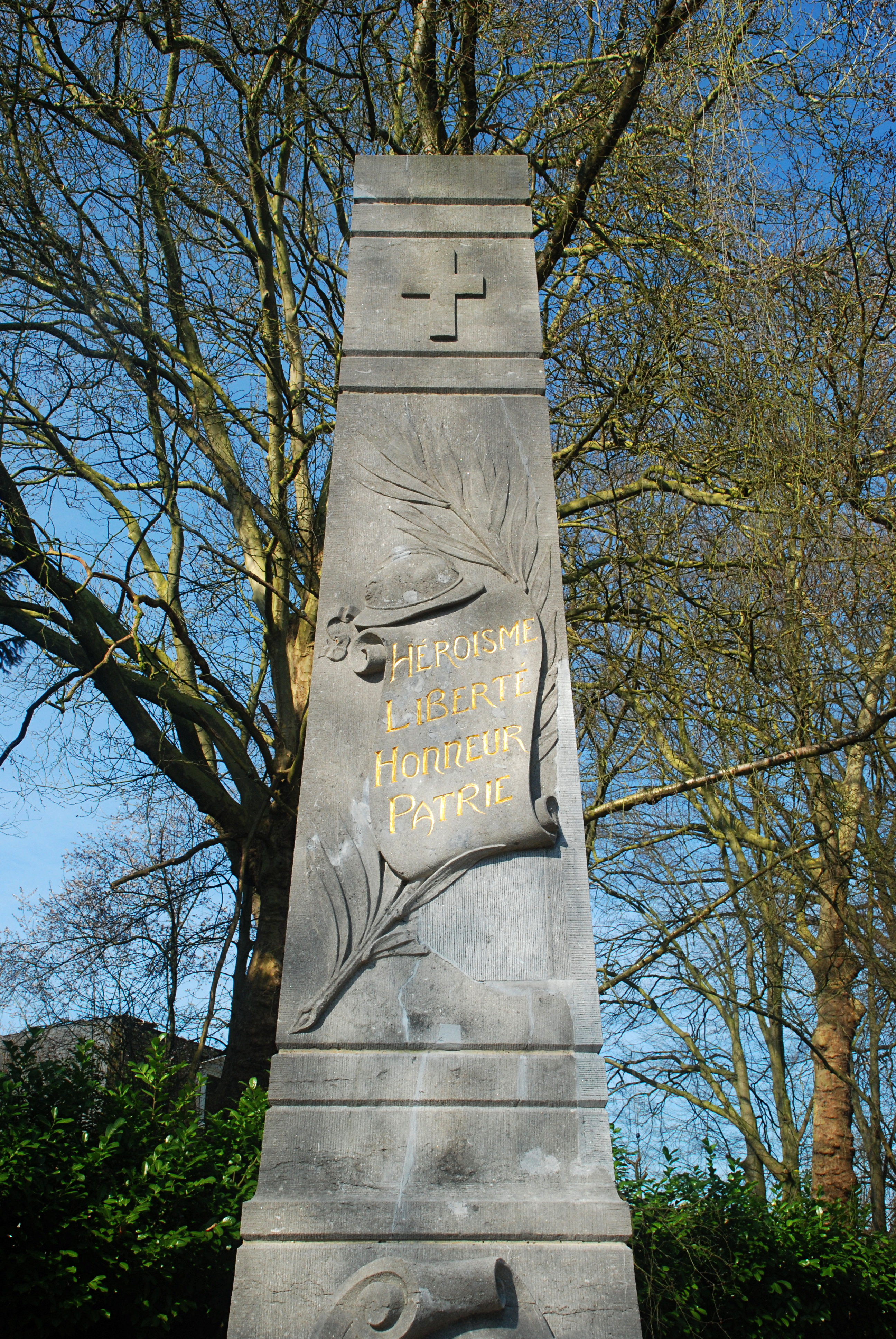
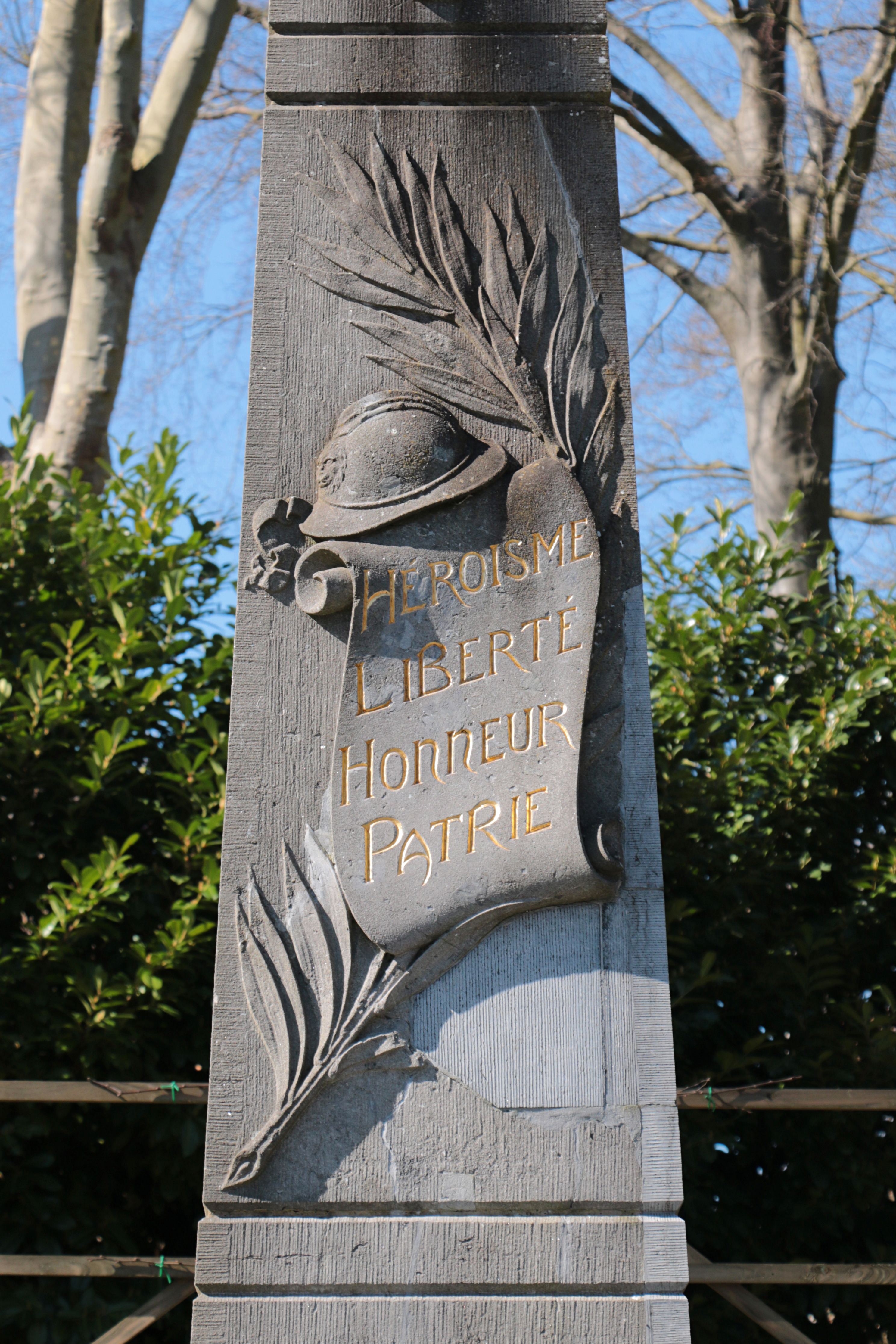
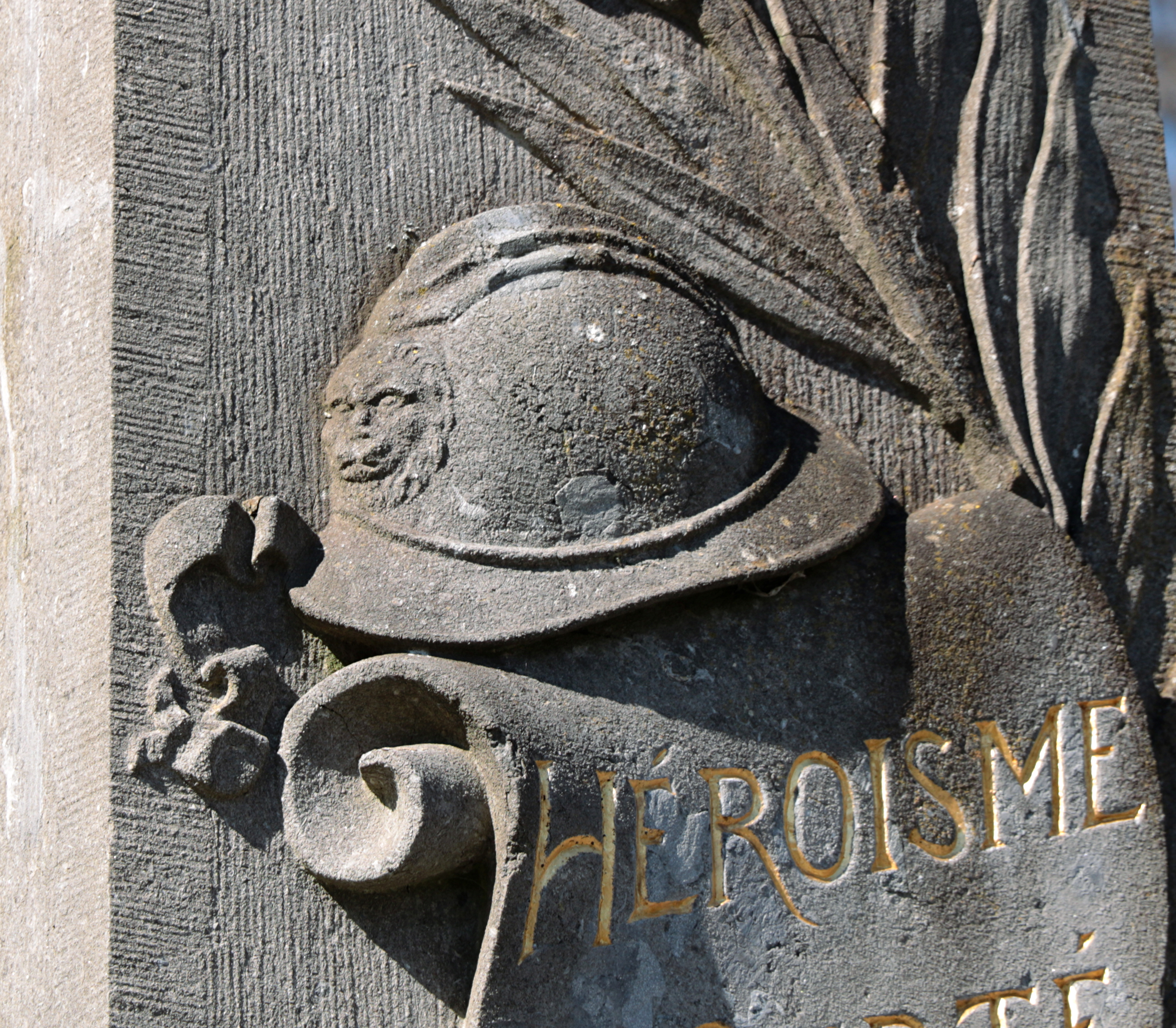
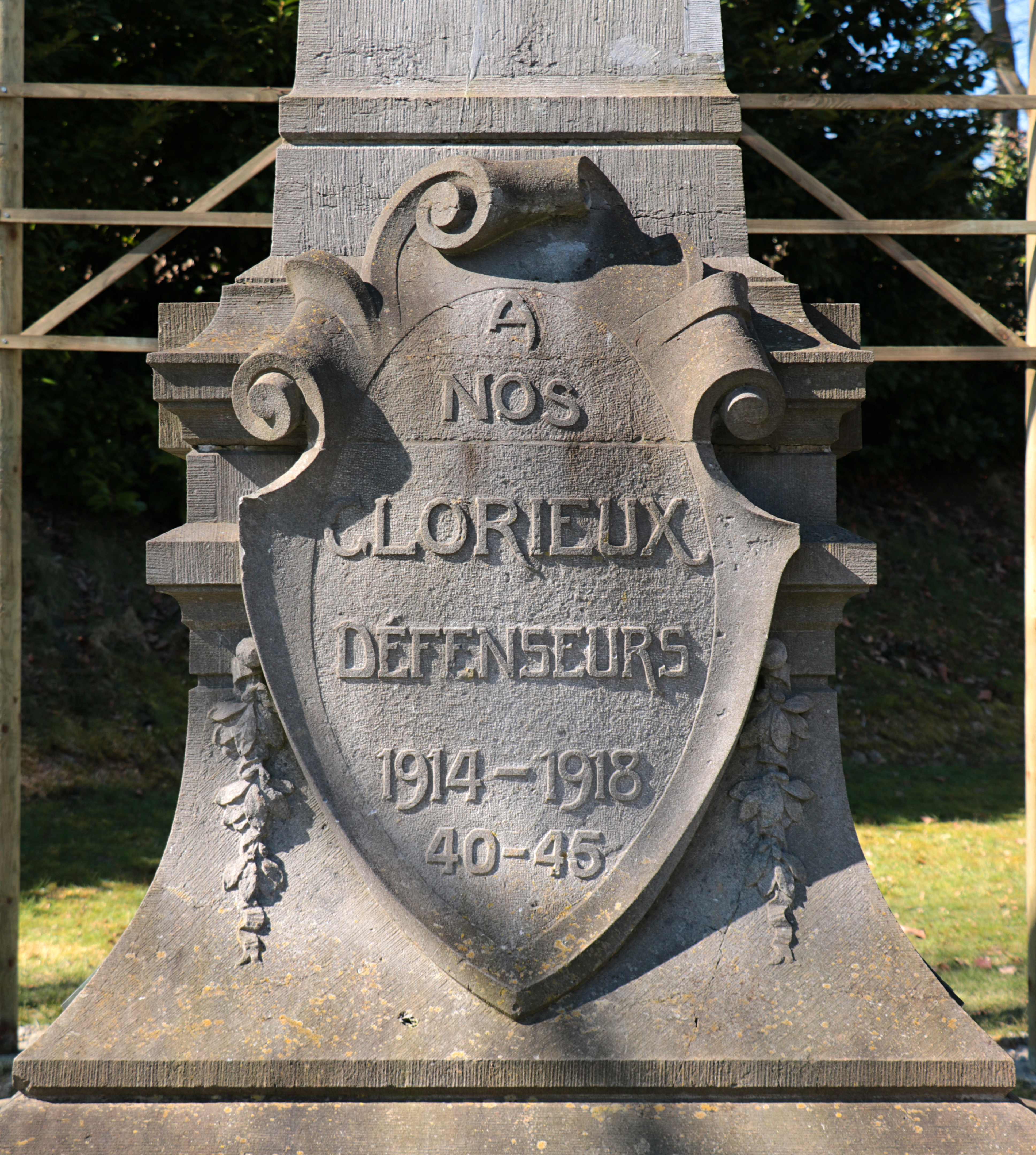
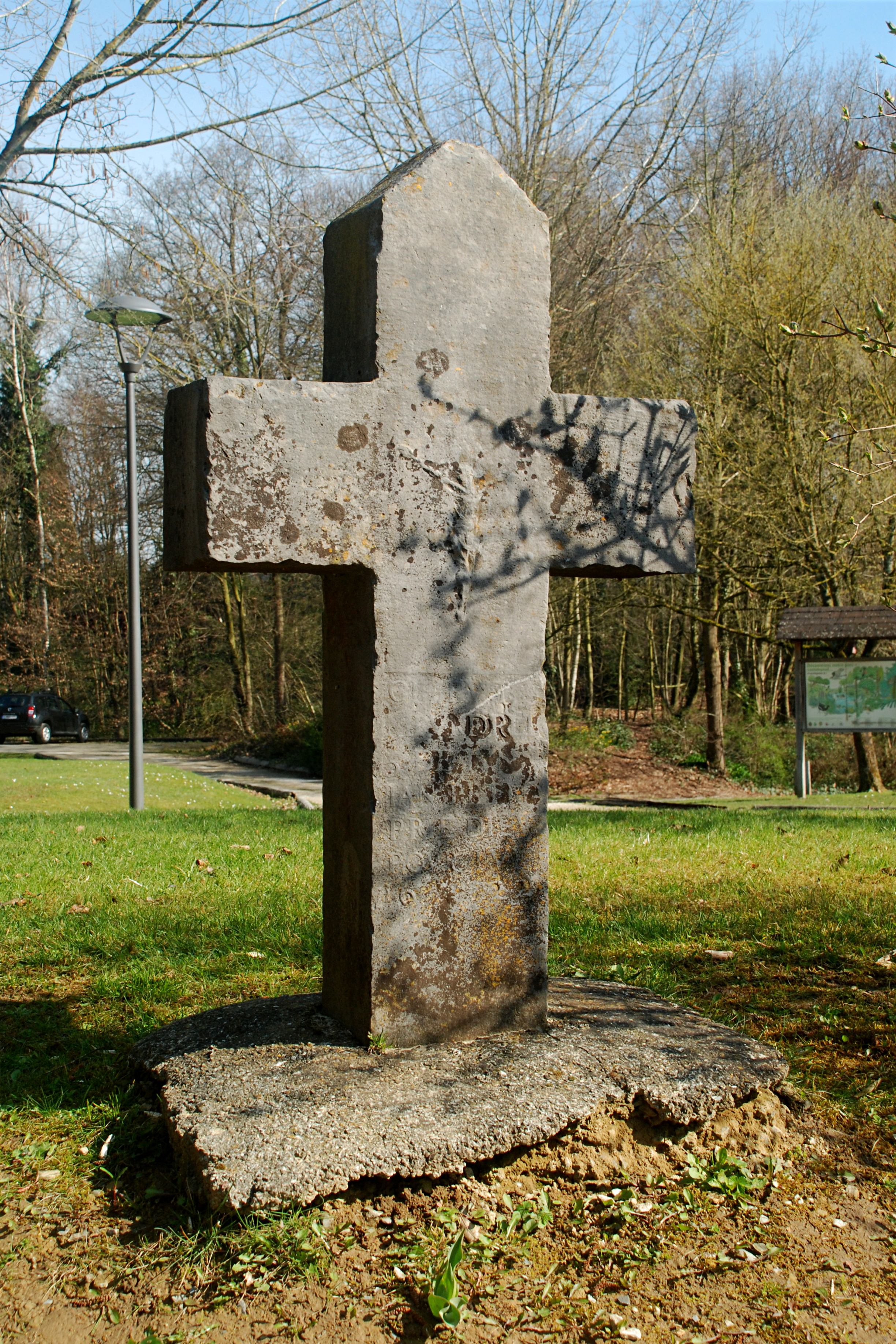

## Art public dans les environs du château
À quelques dizaines de mètres au sud du château, à l'angle de l'avenue de Merode et de l'allée qui mène à la maison communale, se dresse un calvaire en dinanderie réalisé en 1954 par Jean-Pierre Ghysels, dinandier-ciseleur à Bruxelles,,. Ce monument, qui commémore les missions paroissiales de 1954, a été payé par les paroissiens des églises de Bourgeois et Rixensart et a été béni le 23 avril 1954.  
La croix est portée par un socle en moellons qui porte également une console sur lesquelles se dressent les statues en cuivre de la Vierge et de saint Jean, hautes de 2,30 m.
Le monument est signé  « J.P. Ghysels. 1954. » à l'arrière.

Le calvaire, œuvre de Jean-Pierre Ghysels (1954)
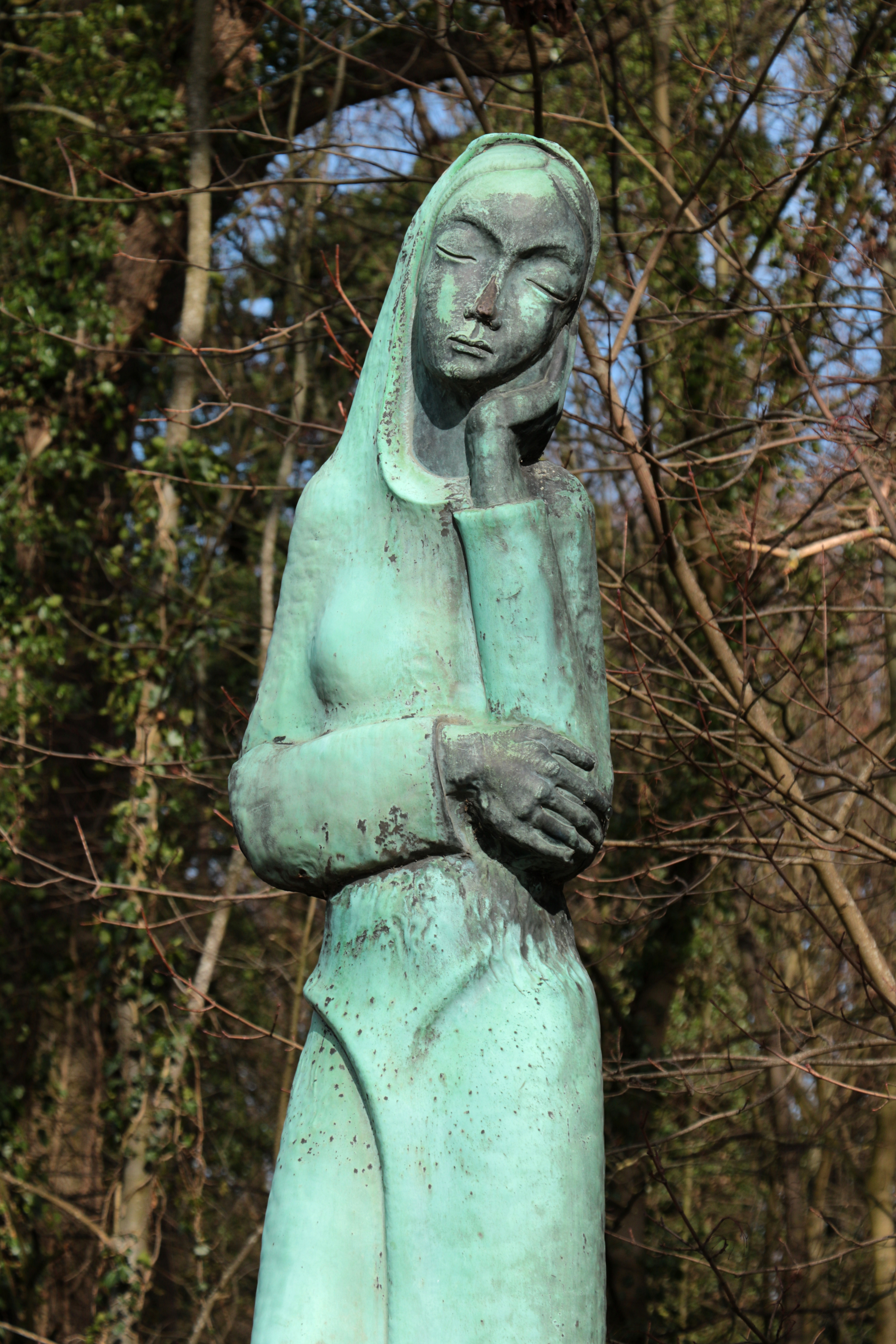
La Vierge.
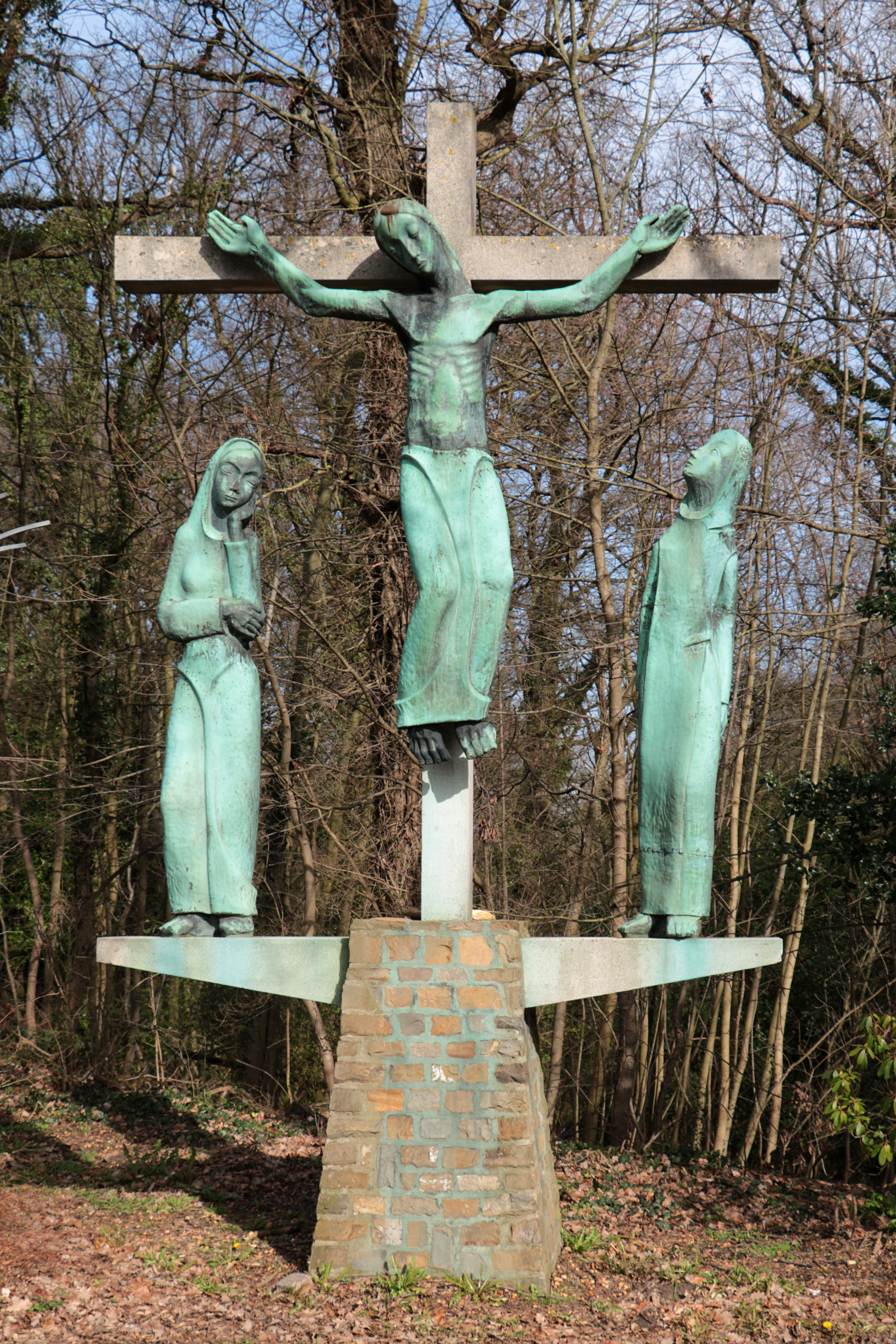
Le calvaire.
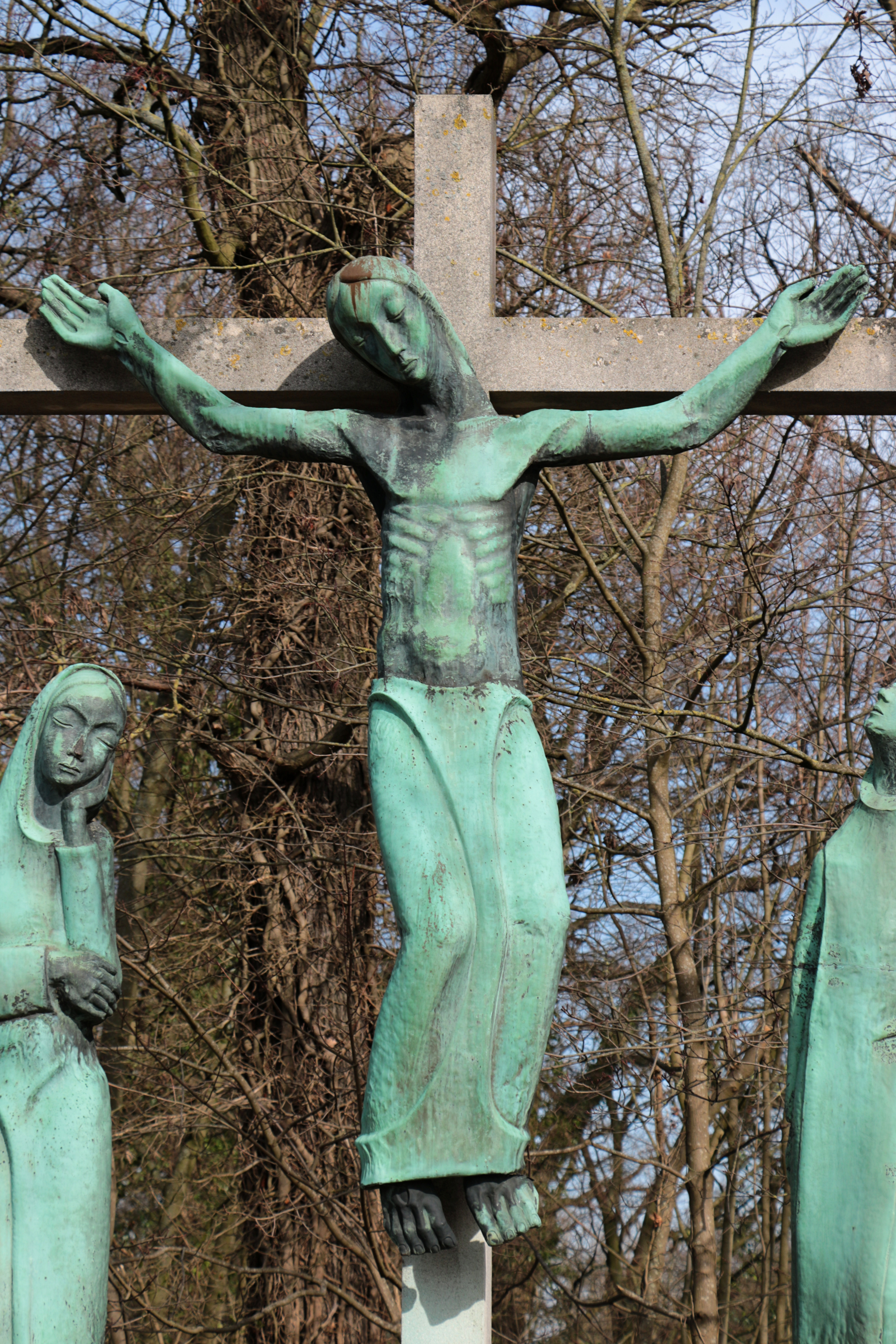
Le Christ.
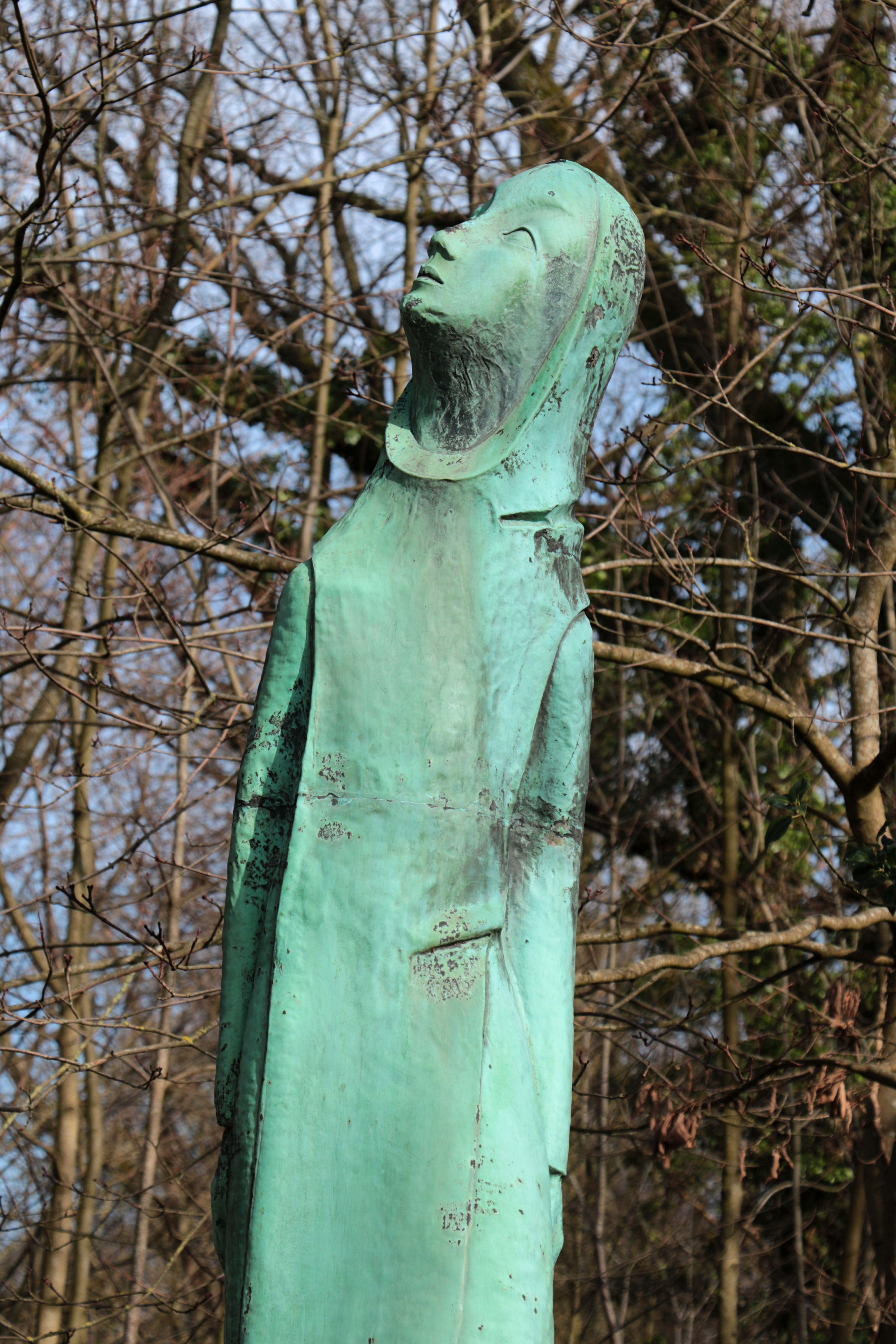
Saint Jean.